# Saison 2 de Bienvenue chez les Huang
Chronologie
Saison 1 Saison 3
Cet article présente le guide des épisodes de la deuxième saison de la série télévisée américaine Bienvenue chez les Huang (Fresh Off the Boat).

## Généralités
- Aux États-Unis, la saison a été diffusée du 22 septembre 2015 au 24 mai 2016 sur le réseau ABC.

## Distribution

### Acteurs principaux
- Randall Park (VF : Thierry Kazazian) : Louis Huang
- Constance Wu (VF : Véronique Desmadryl) : Jessica Huang
- Hudson Yang (en) (VF : Roman Chouillet) : Eddie Huang
- Forrest Wheeler (VF : Soren Chouillet) : Emery Huang
- Ian Chen (VF : Maryne Bertieaux) : Evan Huang
- Lucille Soong : Grand-mère Huang
- Chelsey Crisp (VF : Pamela Ravassard) : Honey Ellis[1]

### Acteurs récurrents
- Trevor Larcom (VF : Killian Millet) : Trent
- Evan Hannemann (VF : Kylian Trouillard) : Dave
- Prophet Bolden (VF : Théo Levasseur) : Walter
- Ray Wise (VF : Marc Bretonnière) : Marvin
- Dash Williams (VF : Mathys Varaillon) : Brian
- Isabella Alexander (VF : Claire Baradat) : Alison, petite-amie d'Eddie
- Paul Scheer (en) (VF : Fabien Jacquelin) : Mitch
- Luna Blaise (VF : Kaycie Chase) : Nicole, la fille de Marvin
- Rachel Cannon (VF : Murielle Naigeon) : Deirdre
- Stacey Scowley (VF : Christèle Billault) : Carol-Joan
- Jillian Armenante (VF : Ivana Coppola) : Nancy
- David Goldman (VF : Christophe Desmottes) : Principal Hunter
- Nick Gore : Ned
- Noel Gugliemi (VF : Gilles Morvan) : Hector
- Alex Quijano (VF : Jean-Philippe Pertuit) : Officier Bryson
- Eric Edelstein (VF : Antoine Fleury) : Jerry
- Marlowe Peyton (VF : Coralie Thuilier) : Reba
- Kimberly Crandall (VF : Sybille Tureau) : Lisa
- Sonya Eddy (VF : Julie Carli) : Deb
- Brooke Baumer (VF : Julie Carli) : Mme Uveda
- Maria Bamford (en) (VF : Mélody Dubos) : Principale Thomas
- Susan Park (VF : Geneviève Doang) : Connie Chen, sœur de Jessica
- C. S. Lee (VF : Pierre Val) : Steve Chen, beau-frère de Jessica

### Invités
- Rob Riggle : Gator Dan[2] (épisode 1)
- Shaquille O'Neal (VF : Gilles Morvan) : lui-même[3] (épisodes 3 et 20)
- Albert Tsai (en) (VF : Charley Dethiere) : Phillip Goldstein[4] (épisodes 8, 11 et 13)
- Courtney Thorne-Smith : Anne[5] (épisode 19)
- Ken Jeong (VF : Stéphane Fourreau) : Gene[6] (épisode 24)
- Billie Jean King : elle-même (épisode 14)
- DMX : lui-même (épisode 9)

## Épisodes

### Épisode 1:Papa part en voyage d'affaires
- États-Unis : 22 septembre 2015 sur ABC[7]
- France : 14 décembre 2017 sur 6ter
- Belgique : 25 avril 2018 sur Plug RTL

- États-Unis : 6,05 millions de téléspectateurs[8] (première diffusion)

### Épisode 2:Le Cœur brisé
- États-Unis : 29 septembre 2015 sur ABC
- France : 14 décembre 2017 sur 6ter
- Belgique : 26 avril 2018 sur Plug RTL

- États-Unis : 4,74 millions de téléspectateurs[9] (première diffusion)

### Épisode 3:C'est qui le patron?
- États-Unis : 6 octobre 2015 sur ABC
- France : 14 décembre 2017 sur 6ter
- Belgique : 27 avril 2018 sur Plug RTL

- États-Unis : 4,85 millions de téléspectateurs[10] (première diffusion)

- Shaquille O'Neal (lui-même)

### Épisode 4:Les Rois du bal
- États-Unis : 13 octobre 2015 sur ABC
- France : 15 décembre 2017 sur 6ter
- Belgique : 30 avril 2018 sur Plug RTL

- États-Unis : 3,96 millions de téléspectateurs[11] (première diffusion)

### Épisode 5:Halloween tout risque
- États-Unis : 27 octobre 2015 sur ABC
- France : 15 décembre 2017 sur 6ter
- Belgique : 1er mai 2018 sur Plug RTL

- États-Unis : 4,07 millions de téléspectateurs[12] (première diffusion)

### Épisode 6:Good Morning Orlando
- États-Unis : 3 novembre 2015 sur ABC
- France : 15 décembre 2017 sur 6ter
- Belgique : 2 mai 2018 sur Plug RTL

- États-Unis : 4,45 millions de téléspectateurs[13] (première diffusion)

### Épisode 7:Les Nouilles d'anniversaire
- États-Unis : 10 novembre 2015 sur ABC
- France : 15 décembre 2017 sur 6ter
- Belgique : 3 mai 2018 sur Plug RTL

- États-Unis : 3,77 millions de téléspectateurs[14] (première diffusion)

### Épisode 8:Huangsgiving
- États-Unis : 17 novembre 2015 sur ABC
- France : 18 décembre 2017 sur 6ter
- Belgique : 4 mai 2018 sur Plug RTL

- États-Unis : 3,9 millions de téléspectateurs[15] (première diffusion)

### Épisode 9:Madame Xing voit tout
- États-Unis : 1er décembre 2015 sur ABC
- France : 18 décembre 2017 sur 6ter

- États-Unis : 3,66 millions de téléspectateurs[16] (première diffusion)

### Épisode 10:Toute la vérité sur le Père Noël
- États-Unis : 8 décembre 2015 sur ABC
- France : 18 décembre 2017 sur 6ter

- États-Unis : 3,94 millions de téléspectateurs[17] (première diffusion)

### Épisode 11:L'Année du rat
- États-Unis : 2 février 2016 sur ABC[18]
- France : 18 décembre 2017 sur 6ter

- États-Unis : 5,19 millions de téléspectateurs [19] (première diffusion)

### Épisode 12:Les Nouveaux Romantiques
- États-Unis : 9 février 2016 sur ABC
- France : 19 décembre 2017 sur 6ter

- États-Unis : 4,23 millions de téléspectateurs [20] (première diffusion)

### Épisode 13:La Fièvre de l'Internet
- États-Unis : 16 février 2016 sur ABC
- France : 19 décembre 2017 sur 6ter

- États-Unis : 4,64 millions de téléspectateurs[21] (première diffusion)

### Épisode 14:Le Chang Gang
- États-Unis : 23 février 2016 sur ABC
- France : 19 décembre 2017 sur 6ter

- États-Unis : 4,59 millions de téléspectateurs[22] (première diffusion)

### Épisode 15:Fuis-moi je te suis
- États-Unis : 8 mars 2016 sur ABC
- France : 19 décembre 2017 sur 6ter

- États-Unis : 4,94 millions de téléspectateurs[23] (première diffusion)

### Épisode 16:À emporter sur place
- États-Unis : 15 mars 2016 sur ABC
- France : 20 décembre 2017 sur 6ter

- États-Unis : 4,10 millions de téléspectateurs[24] (première diffusion)

### Épisode 17:Le Petit Chef
- États-Unis : 22 mars 2016 sur ABC
- France : 20 décembre 2017 sur 6ter

- États-Unis : 4,63 millions de téléspectateurs[25] (première diffusion)

### Épisode 18:Une équipe formidable
- États-Unis : 29 mars 2016 sur ABC
- France : 20 décembre 2017 sur 6ter

- États-Unis : 4,63 millions de téléspectateurs[26] (première diffusion)

### Épisode 19:Secrets, mensonges et trahisons
- États-Unis : 5 avril 2016 sur ABC
- France : 20 décembre 2017 sur 6ter

- États-Unis : 4,23 millions de téléspectateurs[27] (première diffusion)

### Épisode 20:Histoires de famille
- États-Unis : 26 avril 2016 sur ABC
- France : 21 décembre 2017 sur 6ter

- États-Unis : 4,70 millions de téléspectateurs[28] (première diffusion)

### Épisode 21:Maison à louer
- États-Unis : 3 mai 2016 sur ABC
- France : 21 décembre 2017 sur 6ter

- États-Unis : 4,29 millions de téléspectateurs[29] (première diffusion)

- Evan Hannemann (Barefoot Dave)
- Trevor Larcom (Trent)
- John Francis Daley (Jordan)
- Allison Scagliotti (Raquel)
- Alex Quijano (Office Bryson)
- Eric Edelstein (Jerry)
- Patrick Fischler (Mr. Jaffey)
- Kim Estes (Banker)

### Épisode 22:L'Art d'être soi
- États-Unis : 10 mai 2016 sur ABC
- France : 21 décembre 2017 sur 6ter

- États-Unis : 3,91 millions de téléspectateurs[30] (première diffusion)

- Lucille Soong (Grandma Huang)
- Ray Wise (Marvin)
- Prophet Bolden (Walter)
- Trevor Larcom (Trent)
- Dash Williams (Brian)
- Evan Hannemann (Barefoot Dave)
- David Goldman (Principal Hunter)
- Annie O'Donnell (Madeline)
- Chet Grissom (Mr. Dunn)
- Matthew Bennett (Corey)
- Will Babbitt (Sandy)
- Liam Seib (Chad)
- Rebecca Berman (Pioneer Leslie)
- Maria Bamford (en) (Principal Thomas)
- Yolanda Snowball (Ms. Cleworth)

### Épisode 23:Le Discours qui déchire
- États-Unis : 17 mai 2016 sur ABC
- France : 21 décembre 2017 sur 6ter

- États-Unis : 4,23 millions de téléspectateurs[31] (première diffusion)

- Lucille Soong (Grandma Huang)
- Luna Blaise (Nicole)
- Maria Bamford (en) (Principal Thomas)
- Isabella Crouch (Alison)
- Ashley Liao (Audrey)
- Marlowe Peyton (Reba)
- Alina Lopez (Chica)

### Épisode 24:Le Retour du frère
- États-Unis : 24 mai 2016 sur ABC[32]
- France : 22 décembre 2017 sur 6ter

- États-Unis : 4,88 millions de téléspectateurs[33] (première diffusion)

- Lucille Soong (Grandma Huang)
- Ray Wise (Marvin)
- Isabella Crouch (Alison)
- Prophet Bolden (Walter)
- Trevor Larcom (Trent)
- Dash Williams (Brian)
- Evan Hannemann (Barefoot Dave)
- Ken Jeong (Gene)
- Raymond Ma (Mr. Huang)